# Arthur Otto Riechelmann
Arthur Otto Friedrich Riechelmann (* 30. Dezember 1903 in Ost-Großefehn) war ein deutscher Jurist. Unter dem Nationalsozialismus war er Vorsitzender Richter der zweiten Kammer des Sondergerichts Prag und führte dort eine Vielzahl von politischen Schauprozessen wegen Handlungen gegen das NS-Besatzungsregime.

## Justizdienst im Dritten Reich
Der  promovierte Jurist begann seine Laufbahn im Jahre 1926 mit dem Eintritt in den staatlichen Justizdienst. Mitglied der SA wurde er 1933. Am 5. November 1933 erfolgte die Beförderung zum SA-Oberscharführer. In Verden war er zunächst ab 1935 als Amtsgerichtsrat, dann bis 1939 als Landgerichtsrat tätig.
Am 4. Juni 1937 beantragte er die Aufnahme in die NSDAP und wurde rückwirkend zum 1. Mai desselben Jahres aufgenommen (Mitgliedsnummer 4.186.578). Er entfaltete eine aktive Tätigkeit in der NSDAP, wobei er als Parteirichter tätig wurde. Auch nahm er an Schulungen in der NSDAP teil. Nach Eger i. B. wurde er im Jahre 1939 an das dortige deutsche Landgericht versetzt. In Eger sollte er die dort amtierenden Richter am Landgericht in der Praxis des NS-Strafrechts unterweisen.

## Vorsitzender Richter am Sondergericht Prag
Im Juli 1941 erfolgte seine Versetzung nach Prag an das deutsche Landgericht. Zum Landgerichtsdirektor wurde er im Januar 1942 befördert. Am Sondergericht Prag wirkte er von 1942 bis 1945 als Vorsitzender der II. Strafkammer des Sondergerichts. Das Kriegsverdienstkreuz II. Klasse mit Schwertern wurde ihm im September 1942 verliehen.
Riechelmann hat in seiner Funktion am Sondergericht Prag an mehreren Todesurteilen mitgewirkt. Nach dem Kriege war er in den sechziger Jahren am Landgericht Hagen als Landgerichtsrat tätig.
Nach dem Kriege wurde er international von der United Nations War Crimes Commission im Alpabetical index of war criminals gesucht.

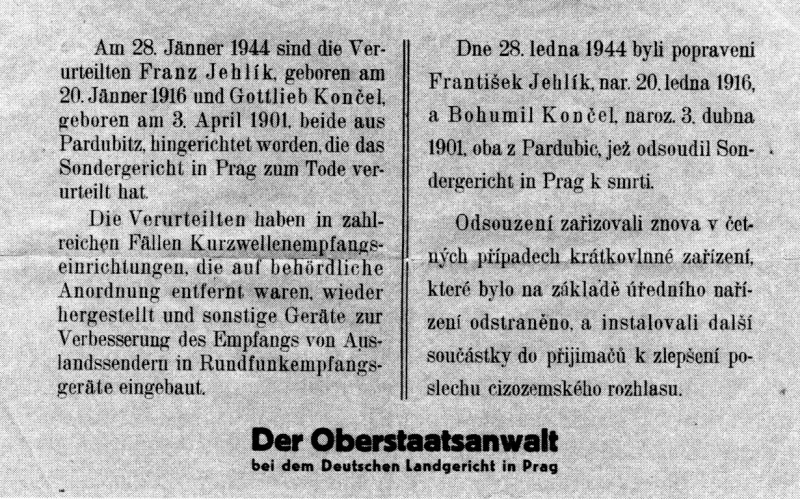
An diesen zwei Todesurteilen hat Riechelmann mitgewirkt, 28. Jänner 1944

## Urteile
- Richard Bloch (* 5. Juli 1916) aus Vodnany, der aus dem Warschauer Ghetto fliehen konnte, wurde wegen des nicht gemeldeten Aufenthalts im Reichsprotektorat Böhmen und Mähren am 15. April 1943 zum Tode verurteilt und am 13. August 1943 hingerichtet. Ebenfalls zum Tode verurteilt wurde Bozena Dolejsi (* 22. Juli 1900) aus Zrala in Prag, weil sie Bloch unterstützt hatte. Ihre Hinrichtung fand am 22. November 1943 statt (Az.: 5 Ls 1126/42)
- Weil sie Personen geholfen hatten, die aus politischen Gründen von der Gestapo gesucht wurden, wurden Ruzena Kodadova aus Prag, Vaclav Zivec aus Vidoule und seine Ehefrau Jarmila Zivcova am 29. Mai 1943 zum Tode verurteilt (Az.: 4 K Ls 180/43-II-1063/43)
- Weil er als jüdisch Verfolgter seine Ausweispapiere gefälscht hatte, um einer  Deportation ins KZ zu entgehen, wurde Frantisek Thein aus Prag am 22. Juli 1943 zum Tode verurteilt. Der Arbeiter Josef Maly aus Malesice wurde ebenfalls zum Tode verurteilt, weil er Thein geholfen und unterstützt hatte (Az.: 7 K Ls 231/43)
- Weil sie in Briefen ihren Sohn, der als Soldat an der Front eingesetzt war, dazu rieten, zu desertieren, wurden der deutsche Bürger Josef Nedorost aus Prag und seine Ehefrau Marie Nedorost (geb. Laubner), am 5. August 1943 zum Tode verurteilt (Az.: 5 K Ls 205/43-II-1253)
- Der Geschäftsführer Frantisek Jehlik aus Pardubice und der Oberwachtmeister Bohumil Koncel, ebenfalls aus Pardubice, wurden am 17. Dezember 1943 wegen des Abhörens ausländischer Nachrichten im Rundfunk und deren Verbreitung zum Tode verurteilt (Az.: 3 K Ls 245/43-II-2174)
- Weil er eine von der Gestapo gesuchte jüdische Frau beherbergt hatte, wurde der Polizeiinspektor Vaclav Hajek aus Prag am 6. Januar 1944 zum Tode verurteilt (Az.: 3 K Ls 265/43-II-2361/43)
- Am 23. März 1944 wurde der Werkführer Ladislav Cervinka aus Plzeň wegen des Einbaus eines Teils zum Abhören von Kurzwellenachrichten in ein Rundfunkgerät zum Tode verurteilt (Az.: 2 K Ls 52/44-II-431/44)
- Der Elektrotechniker Karel Valasek wurde am 13. Juli 1944 zum Tode verurteilt, weil er ein Teil zum Empfang von Kurzwellenachrichten in ein Rundfunkgerät eingebaut und dabei Nachrichten von ausländischen Sendern abgehört hatte (Az.: 5 K Ls 170/44-II-1092/44)
- Weil er Frantisek Vlasaty, der verhaftet werden sollte, zur Flucht verholfen hatte, wurde Josef Kus aus Horni Ostrovec am 1. August 1944 zum Tode verurteilt (Az.: 4 K Ls 297/43-II-1773/43)
- Jaroslav Machacek aus Hradec Králové hatte öffentlich geäußert, dass er es gerne gesehen hätte, wenn Adolf Hitler bei dem Attentat vom 20. Juli 1944 gestorben wäre. Deshalb wurde er am 2. November 1944 zum Tode verurteilt (Az.: 5 K Ls 296/44-II-1931/44)
- Weil Ruzena  Svobodova, geborene Walzerova, aus Prag deutsche Soldaten zum Desertieren angehalten hatte, wurde sie am 2. November 1944 zum Tode verurteilt (Az.: 7 K Ls 194/44-II-1243/44)